# Timo Boll
Timo Boll (* 8. března 1981) je bývalý německý stolní tenista, bývalý hráč číslo jedna světového žebříčku a mistr Evropy. Kariéru ukončil na Olympijských hrách v Paříži 2024.
Jedná se o ofenzivně laděného, velmi technického i atleticky vybaveného leváka s evropským držením pálky. Více než jiní útoční hráči využívá Timo Boll tzv. "hru na spin", kdy se spíše než maximální tvrdostí úderů prosazuje silnou vrchní i boční rotací topspinů z obou stran. I mezi světovou špičkou Timo Boll vyniká variabilitou a účinností svých servisů, ale také skvělým příjmem soupeřových podání a hrou nad stolem. Patří současně k hráčům s absolutně nejlepší prací nohou a pozoruhodnou rychlostí pohybu. Mezi jeho silné stránky patří též bojovnost a výborná koncentrace i ve vypjatých fázích zápasů.

## Dosažené úspěchy
V roce 2002 a 2005 vyhrál Timo Boll Světový pohár. V roce 2007 vyhrál na ME v Bělehradě dvouhru, čtyřhru a týmy.
V roce 2003 byl na prvním místě žebříčku ITTF. V roce 2010 vyhrál na ME v Ostravě dvouhru, čtyřhru i soutěž družstev.

## Dětství
Timo Boll se narodil ve městě Erbach im Odenwald v německé spolkové zemi Hesensko. Stolnímu tenisu se začal věnovat ve čtyřech letech a jeho prvním trenérem byl jeho otec. V roce 1987 vstoupil do klubu TSV Höchst. V osmi letech si jej povšimnul hesenský trenér Helmut Hampel a začal se Timovi věnovat. V roce 1990 začal Timo Boll působit v tréninkovém centru ve městě Pfungstadt, kde hrál na regionální úrovni. O čtyři roky později přestoupil do klubu FTG Frankfurt, se kterým hrál ve druhé nejvyšší soutěži. V tomto období si ho začaly všímat i ostatní německé kluby. Roku 1995 získal smlouvu u oddílu TTV Gönnern. Timo Boll nastupoval jako hráč číslo pět, avšak za celou sezonu prohrál jediný zápas, a přispěl tak výrazně k postupu týmu do nejvyšší německé soutěže. V červenci roku 2007 přestoupil do klubu Borussia Düsseldorf, ve kterém působí dodnes.

## Kariéra

### 1. Bundesliga a mládežnické výsledky na mezinárodní úrovni
Timo Boll se ve čtrnácti letech stal společně s Frankem Klitzschem nejmladším hráčem v historii nejvyšší německé soutěže. První mezinárodní úspěch Timo Boll zaznamenal na mistrovství Evropy kadetů v nizozemském Haagu v roce 1995, na kterém vyhrál tři zlaté medaile. V roce 1996 se poprvé zúčastnil mistrovství Evropy juniorů, kde skončil na druhém místě. V následujících dvou letech na témže turnaji vyhrál zlaté medaile ve dvouhře, čtyřhře i v soutěži družstev.

### Mezinárodní výsledky
V roce 2002 se Timo Boll po vítězství ve finále turnaje Top 12 nad Vladimirem Samsonovem dostal do první světové desítky. Na mistrovství Evropy v Záhřebu se dostal do finále dvouher a společně se Zoltanem Fejer-Konnerthem zvítězil v soutěži čtyřher. V soutěži družstev byl německý reprezentační výběr poražen Švédy v poměru 2–3. Na světovém poháru v čínském městě Ťi-nan Timo Boll porazil úřadujícího mistra světa Wang Liqina i olympijského vítěze Kong Linghui a sezónu zakončil jako světová jednička (leden 2003). Na evropském šampionátu v roce 2003 německý reprezentační tým prohrál ve finále s Běloruskem. Na následujícím mistrovství světa Timo Boll vypadl již ve druhém kole, a přišel tak a pozici světové jedničky.

### Zranění a návrat na výsluní
V první polovině roku 2004 se Timo Boll potýkal s problémy se zády. Negativně tak byla ovlivněna jeho příprava na letní olympijské hry 2004, ve kterých jej ve čtvrtfinále vyřadil Jan-Ove Waldner. V následujícím období se Boll musel vyrovnat s kritikou ze strany veřejnosti, avšak vyhrál několik turnajů v Polsku, Rakousku a Německu. Dostal se také do semifinále turnaje ITTF Pro Tour v Pekingu, v němž jen těsně prohrál 3–4 s Ma Linem. Na počátku sezóny 2005 se vrátily problémy se zády, přesto Boll získal stříbrnou medaili ve čtyřhře na mistrovství světa. Jeho partnerem byl Christian Süß. Přestože neuspěl v soutěži jednotlivců, závěr sezony byl pro Timo Bolla úspěšný. S týmem TTV RE-BAU Gönnern zvítězil v lize mistrů a zvítězil na světovém poháru jednotlivců, které se konalo v belgickém Lutychu. V roce 2007 na mistrovství Evropy zvítězil v dvouhrách, čtyřhrách i v soutěži družstev.

### Přestup do klubu Borussia Düsseldorf
V prosinci roku 2006 Timo Boll podepsal tříletou smlouvu s klubem Borussia Dusseldorf. Mezi faktory, které přispěly k tomuto přestupu se řadí finanční problémy Bollova bývalého klubu, a zejména dobré tréninkové možnosti v novém klubu, ve kterém se mohl připravit na olympijské hry 2008. V Borussii navíc působil Bollův partner pro čtyřhru Christian Süß, tato reprezentační dvojice se tak mohla více sehrát.
Na letních olympijských hrách 2008 v Pekingu hrál Boll opět za německý národní tým. Po výhrách nad Chorvatskem, Kanadou, Singapurem a Japonskem Němci prohráli 0–3 s hostitelskou zemí. V roce 2008 byl Boll na mistrovství Evropy nasazen jako hráč číslo jedna a obhájil všechny tři tituly z předchozího roku. Jako hostující hráč se rovněž účastnil čínské superligy.

### Další úspěchy (od roku 2007)
Na olympijských hrách v Pekingu 2008 Boll opět reprezentoval Německo. Po vítězství německého národního týmu nad Chorvatskem, Kanadou, Singapurem a Japonskem přišla prohra 0:3 s výběrem pořadatelské země.
Na mistrovství světa 2008 a 2009, která se konala v Číně a Japonsku, nemohl Timo Boll kvůli bolestem zad startovat.
Na počátku roku 2011 se Timo Boll po výhře nad Ma Linem na Volkswagecupu dostal zpět na první místo světového žebříčku. V dubnu 2011 jej předčil Wang Hao.
Na mistrovství světa 2011 se Boll vzdal účasti v soutěži čtyřher, aby se mohl zcela koncentrovat na soutěž jednotlivců. Výsledkem byl zisk první medaile (bronz) z dvouher na mistrovství světa.
Na mistrovství světa družstev 2010 v Moskvě a 2012 v Dortmundu byl Boll součástí národního týmu, který se na obou akcích probojoval do finále, ve kterém prohrál s reprezentačními výběry Číny. Na mistrovství Evropy 2009, 2010 a 2011 vyhrál dalších sedm titulů.
Na letních olympijských hrách 2012 v Londýně porazil v soutěži družstev olympijského vítěze Zhang Jike, a získal tak v semifinále proti čínskému výběru jediný bod německého národního týmu. V následujícím zápase o třetí místo Boll vyhrál obě své dvouhry, a německý tým tak porazil Hongkong 3:1. V soutěži jednotlivců Boll vypadl v osmifinále, v němž prohrál 1:4 s Adrianem Crisanem.
Čtvrtá účast ve finále světového poháru v Liverpoolu vynesla Bollovi stříbrnou medaili. V roce 2012 vyhrál na mistrovství Evropy svůj šestý titul ve dvouhře jednotlivců.

## Osobní život
31. prosince 2002 si Timo Boll vzal za manželku svoji dlouholetou přítelkyni Rodelii Jacobi.